# Max Adriani Engels
Marcus Jan Adriani Engels (Teteringen, 9 augustus 1901 - Zeist, 18 december 1976) was een Nederlands sportjournalist. Hij was bekend als M.J. (of Max) Adriani Engels, maar zijn achternaam was officieel Engels.

## Carrière
Hij voetbalde bij WVV in Winschoten, waar hij het gymnasium bezocht, maar schopte het niet tot het eerste elftal. Wel was hij een van de oprichters van de Oost-Groninger Voetbalbond en schreef hij in de loop der jaren - onder het pseudoniem ZNAB - 300 artikelen in het clubblad van WVV. Ook was hij lid van Vitesse en VVA. En ook in de clubbladen van die verenigingen schreef hij vele jaren.
Engels had een lange carrière als sportjournalist. Hij schreef onder andere voor de Arnhemsche Courant, de Revue der Sporten, de Telegraaf en Sport en Sportwereld. Ook schreef hij vele boeken die jarenlang als naslagwerk gebruikt werden.
In mei 1940 reisde hij naar Luxemburg om daar een interland van het Nederlands elftal te verslaan. Hij was er nog geen dag toen het land, en ook Nederland en België, door Duitse troepen werd overvallen. Met twee andere Nederlanders probeerde hij toen terug naar Nederland te komen en dat moest lopend tussen de linies door. Vlak voor de Nederlandse grens werd hij toch door Duitse troepen gevangengenomen en naar een gevangenis bij Aken en later naar Neubrandenburg vervoerd. Na vier weken krijgsgevangenschap kwam hij weer in Nederland terug. 

## Boeken
- Nacht over Nederland, met Bob Wallagh (1945), Ons Vrije Nederland
- Voetbalprestaties in oranjeshirt (1946), J.J. Kuurstra
- Geschreven tennisportretten (1947), J.J. Kuurstra
- Van Jaap Eden tot Jan Derksen (1947), J.J. Kuurstra
- Londen 1948 – Zeventien Olympische dagen (1948), J.J. Kuurstra
- Op Uw Plaatsen.... Klaar....Af!! (1948), J.J. Kuurstra
- Zwemmen (1960), Ivio
- Honderd jaar sport (1960), Strengholt